# 短距手参
短距手参（学名：Gymnadenia crassinervis）为兰科手参属下的一个种。